# FIFA
Die Fédération Internationale de Football Association (deutsch Internationaler Verband des Association Football), kurz FIFA oder Fifa, ist ein privater Verband, der „die Kontrolle des Association Football in all seinen Formen“ zum Zweck hat. Der Weltfußballverband ist ein Verein im Sinne der Artikel 60 ff. des Schweizerischen Zivilgesetzbuches mit Sitz in Zürich und im Handelsregister eingetragen. Die FIFA muss als nicht steuerbefreiter Verein im Kanton Zürich eine reduzierte Gewinnsteuer von 4 % entrichten.
Die FIFA erwirtschaftet in ihrer aktuellen Vierjahresertragsperiode 5,66 Milliarden Dollar, die zu 89 % aus der Vermarktung der von ihr organisierten Männer-Fußball-WM stammen. Darüber hinaus organisiert sie auch die Frauen-Fußball-WM und zahlreiche weitere Turniere. Ihr Präsident ist Gianni Infantino.
In den letzten Jahren stand die FIFA wiederholt in der Kritik. Berichte von Investigativjournalisten brachten die FIFA-Führung mit Korruption, Bestechung und Wahlmanipulation in Verbindung. Strafverfolgungsbehörden in der Schweiz und den Vereinigten Staaten ermitteln strafrechtlich gegen ehemalige und aktuelle hohe Funktionäre. Die Vergabe der Weltmeisterschaften 2018 und 2022 an Russland bzw. Katar wird in diesem Zusammenhang von Fußballfans kritisiert.

## Name
Die beiden letzten Wörter im ausgeschriebenen Namen der FIFA, „Football Association“, stehen als Eigenname für die englische Bezeichnung des Fußballsports, Association Football. Diese Bezeichnung dient zur Unterscheidung von Sportarten, die ebenfalls die Bezeichnung football führen, so zum Beispiel Rugby Football oder American Football. Der französische Name der FIFA übersetzt sich daher als „Internationaler Verband des Association Footballs“ oder schlicht als „Internationaler Zusammenschluss des Verbandsfußballs“.

## Geschichte

FIFA-Logo bis 2009

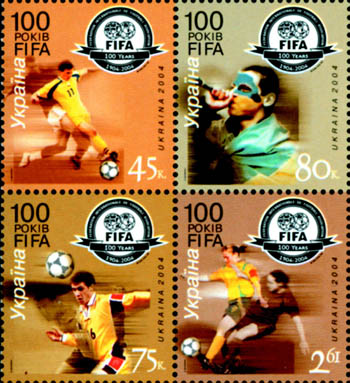
Die ukrainische Post gratulierte zum 100. Geburtstag im Jahr 2004 mit vier Briefmarken

Die FIFA wurde am 21. Mai 1904 in Paris von dem Niederländer Carl Anton Wilhelm Hirschmann und dem Franzosen Robert Guérin gegründet. Dem vorausgegangen war ein Treffen anlässlich des ersten Länderspiels Belgien gegen Frankreich am 1. Mai 1904 im Stadion Ganzenvijver/Vivier d’Oie in Uccle, bei dem der Vereinssekretär des damals in Belgien führenden Vereins Racing Club de Bruxelles Louis Muhlinghaus die Gründung mit den französischen Kollegen vereinbarte und dann auch erster FIFA-Generalsekretär wurde.
Gründungsmitglieder waren die nationalen Fußballverbände der Schweiz, Dänemarks, Frankreichs, der Niederlande, Belgiens und Schwedens, wobei die Gründungsorganisationen in einigen Fällen nicht den heute existierenden Verbänden entsprachen, sowie Spanien, allerdings nicht durch einen Verband, sondern vom Madrid Football Club vertreten. Der Deutsche Fußball-Bund trat der FIFA noch am Gründungstag telegrafisch bei. In den nächsten Jahren kamen weitere nationale Verbände hinzu. Der erste große internationale Fußballwettbewerb fand an den Olympischen Sommerspielen 1908 in London statt. Auch im Rahmen der Olympischen Sommerspiele 1912 wurde ein Fußballwettbewerb ausgetragen. Während des Ersten Weltkriegs geriet die Entwicklung ins Stocken; es konnten keine Spiele mehr ausgetragen werden, und mehrere Verbände (z. B. England) traten aus der FIFA aus.
Nach dem Ersten Weltkrieg und dem Tod von Präsident Daniel Burley Woolfall war es der Niederländer Hirschmann, der durch seine ehrenamtliche Arbeit als Sekretär und als Interimspräsident der FIFA den Bestand sichern konnte. Der große Aufschwung begann mit der Wahl des neuen Präsidenten Jules Rimet, der ab 1924 – gemeinsam mit dem wohlhabenden Uruguayer und Sportmäzen Enrique Buero – ein Fußball-Weltturnier plante. 1930 wurde die erste WM veranstaltet. Als Rimet 1954 zurücktrat, fand bereits die fünfte Weltmeisterschaft statt, und die FIFA zählte 85 Mitglieder. Die Mitgliederzahl wuchs in den Folgejahren von Jahr zu Jahr. Vor allem in Kriegszeiten stellten der Fußball und somit auch die FIFA eine wichtige Verbindung zwischen den Nationen dar.
Nach einer Statistik der FIFA von 1972 nahmen weltweit 16 Millionen Menschen, darunter 42.220 Berufsspieler, am aktiven Fußballsport teil und organisierten sich in ca. 300.000 Vereinen. Die Zahl der Schiedsrichter wurde mit 243.596 angegeben. Der nächste große Schritt war die Erweiterung des Teilnehmerfeldes bei Weltmeisterschaften von 16 auf 24 (zur WM 1982) und später auf 32 Teams (zur WM 1998).

## Verbände
Der FIFA gehören aktuell 211 Nationalverbände an. Diese müssen gleichzeitig Mitglied eines von sechs Kontinentalverbänden sein, jedoch sind einige Mitglieder der Kontinentalverbände derzeit nur assoziiert [AFC (1), CAF (1), OFC (3)] bzw. zwar Vollmitglieder des Kontinentalverbandes, aber noch kein FIFA-Mitglied [CAF (1), CONCACAF (6)].

### Kontinentalverbände
| |
| Die sechs Kontinentalverbände des Weltfußballverbandes FIFA: - AFC (Asien, Australien) - CAF (Afrika) - CONCACAF (Nord-, Mittelamerika, Karibik) - CONMEBOL (Südamerika) - OFC (Ozeanien) - UEFA (Europa) |

Neben dem Weltverband FIFA existieren die folgenden sechs Kontinentalverbände (Konföderationen):
- AFC (Asian Football Confederation), gegründet 1954
- CAF (Confédération Africaine de Football), gegründet 1957
- CONCACAF (Confederation of North, Central America and Caribbean Association Football), gegründet 1961 (Vorgänger CCCF 1938 bzw. NAFC 1946 gegründet)
- CONMEBOL (Confederação Sul-Americana de Futebol), gegründet 1916
- OFC (Oceania Football Confederation), gegründet 1966
- UEFA (Union of European Football Associations), gegründet 1954

Ausnahmen bilden beispielsweise Aruba, Curaçao, Guyana, Suriname und Trinidad und Tobago, die trotz ihrer geografischen Lage in Südamerika Mitglied der CONCACAF sind. Die asiatischen Staaten Armenien, Aserbaidschan, Georgien, Republik Zypern und Israel sind in der UEFA organisiert, ebenso die Türkei, Russland und Kasachstan, die Landesteile in Europa und Asien haben. Weitere UEFA-Mitglieder mit außereuropäischen Landesteilen sind Frankreich, Spanien, die Niederlande, Portugal und Dänemark. Indonesien als Mitglied der AFC hat Landesteile auf dem australischen Kontinent (Neuguinea), die USA als Mitglied der CONCACAF mit Hawaii in Ozeanien und Ägypten als Mitglied der CAF in Asien (Sinai-Halbinsel).
Australien wechselte 2006 vom Ozeanien-Verband OFC in den asiatischen (AFC), um in Qualifikationsspielen gleichwertige Gegner für seine Nationalmannschaft zu bekommen.

### Nationalverbände
Bis heute (Stand: 5. Februar 2020) haben sich der FIFA 211 Nationalverbände angeschlossen, zuletzt die Verbände von Gibraltar, des Kosovo und des Südsudan, Montenegro, Osttimor und den Komoren. Allein zwischen 1975 und 2002 wurden 60 Verbände als Mitglieder aufgenommen.
Die Nationalverbände werden finanziell und logistisch über verschiedene Programme der FIFA unterstützt. Sie räumt ihnen eine Anzahl attraktiver Rechte und Privilegien ein. Allerdings ergeben sich aus der Mitgliedschaft auch Verpflichtungen: Als FIFA-Repräsentanten in ihrem Land müssen die Nationalverbände die Statuten, Ziele und Ideale der FIFA respektieren und den Sport dementsprechend bewerben und führen.
Als Alternative für National- und Regionalverbände, die nicht von der FIFA aufgenommen werden, wurde die CONIFA ins Leben gerufen.

## Wettbewerbe
Die FIFA organisiert u. a. folgende Wettbewerbe:
- Fußball-Weltmeisterschaft (seit 1930)
- Fußball-Weltmeisterschaft der Frauen (seit 1991)
- Olympisches Fußballturnier mit dem Internationalen Olympischen Komitee (IOC) (seit 1908)
- U-20-Fußball-Weltmeisterschaft (seit 1977)
- U-17-Fußball-Weltmeisterschaft (seit 1985)
- U-20-Fußball-Weltmeisterschaft der Frauen (seit 2002)
- U-17-Fußball-Weltmeisterschaft der Frauen (seit 2008)
- Beachsoccer-Weltmeisterschaft (seit 2005)
- Futsal-Weltmeisterschaft (seit 1989)
- FIFA-Klub-Weltmeisterschaft (seit 2000)
- FIFA-Interkontinental-Pokal (seit 2024)

Im August 1993 wurde für Männerfußballnationalmannschaften und 2003 für Frauenfußballnationalmannschaften Weltranglisten eingeführt. Im Mai 2024 lancierte die FIFA ebenfalls eine Weltrangliste für Futsal A-Nationalmannschaften der Herren und Frauen. Diese dienen teilweise dazu, die Mannschaften bei den Wettbewerbsauslosungen einzelnen Lostöpfen zuzuordnen.

## Benefizspiele
Die FIFA veranstaltet im Rahmen der World XI in unregelmäßigen Abständen Benefizspiele mit der Fußballweltauswahl, gegen die bereits öfter die Europäische Fußballauswahl angetreten ist, zuletzt 2005 und 2007.

## Organisation
| Name | Amtszeit     |
| --- | ------------ |
| Robert Guérin (†)                                                                                                 | 1904–1906    |
| Daniel Burley Woolfall (†)                                                                                        | 1906–1918    |
| Carl Anton Wilhelm Hirschmann (†) (Interim)                                                                       | 1918–1920    |
| Jules Rimet (†)                                                                                                   | 1921–1954 *  |
| Rodolphe William Seeldrayers (†)                                                                                  | 1954–1955    |
| Arthur Drewry (†)                                                                                                 | 1956–1961 ** |
| Ernst Thommen (†) (Interim)                                                                                       | 1961         |
| Sir Stanley Rous (†)                                                                                              | 1961–1974    |
| João Havelange (†)                                                                                                | 1974–1998    |
| Sepp Blatter (ab 2015 suspendiert)                                                                                | 1998–2015    |
| Issa Hayatou (†) (Interim)                                                                                        | 2015–2016    |
| Gianni Infantino                                                                                                  | seit 2016    |
| * von 1920 bis Februar 1921 als Interims-Präsident ** vom 8. Oktober 1955 bis 8. Juni 1956 als Interims-Präsident |              |

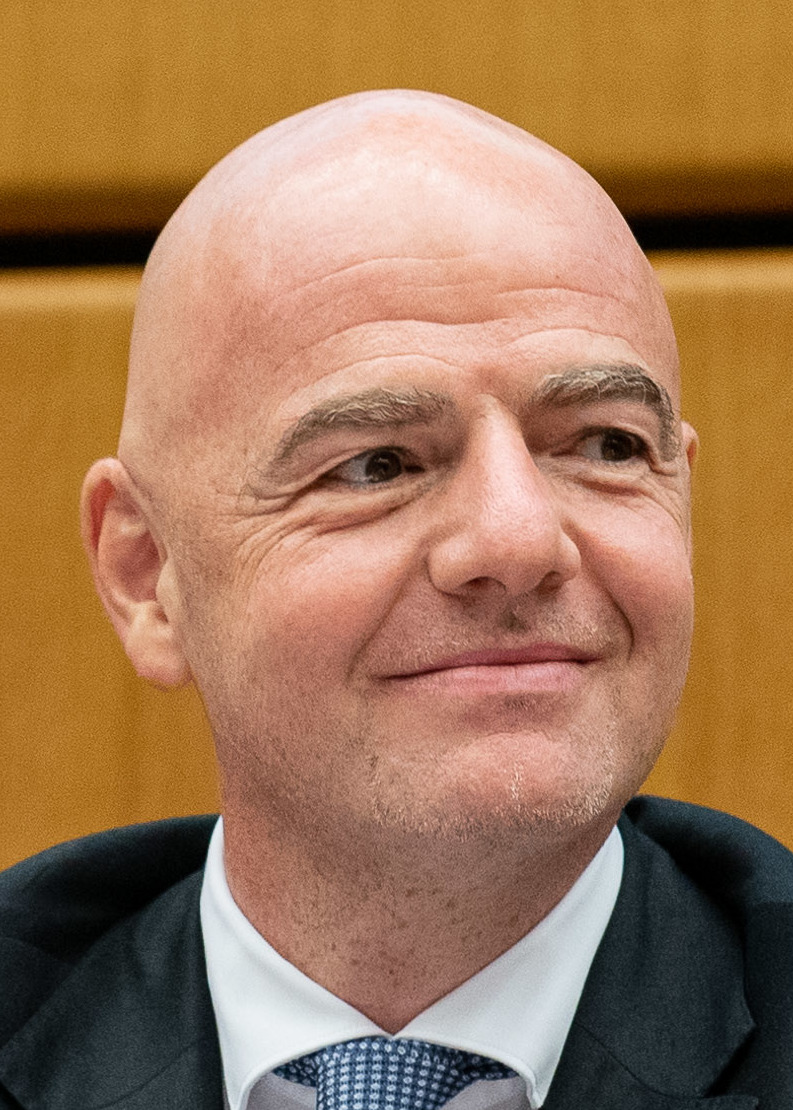
Präsident Gianni Infantino (2020)

Die beiden wichtigsten Gremien der FIFA sind der Kongress und der FIFA-Rat, dem der Präsident der FIFA vorsitzt. Der Präsident hatte bis 2016 weitreichende Machtbefugnisse und Management-Kompetenzen, wurde nach dem Rücktritt von Sepp Blatter und durch vom FIFA-Kongress beschlossene Reformen aber auf die Rolle eines Aufsichtsratsvorsitzenden beschränkt. Stattdessen wird das operative Geschäft seitdem maßgeblich durch den Generalsekretär bestimmt. Weitere Gremien der FIFA sind:
- Ausschüsse
- Kontinentalverbände
- Nationalverbände
- Verwaltung
- Rechtswesen und Disziplinarbereich

### Kongress
Der Kongress ist das höchste Entscheidungsorgan des Internationalen Fußballverbands. Bis 1998 kam er alle zwei Jahre zusammen, seit 1998 findet dieses Treffen jährlich statt. Dieser neue Zyklus erlaubt es dem Kongress, Entscheidungen über eine ständig wachsende Anzahl an Themen zu treffen.
Der Kongress trifft Entscheidungen bezüglich der Statuten und der Methoden, mit denen sie eingesetzt und angewendet werden. Der Kongress segnet auch den jährlichen Bericht ab, entscheidet über die Aufnahme neuer Nationalverbände und hält Wahlen ab, vor allem die der FIFA-Präsidentschaft. Jeder Nationalverband wird durch einen Delegierten vertreten und hat eine Stimme. Mitglieder des FIFA-Rats (vor 2016 FIFA-Exekutivkomitee) dürfen nicht als Delegierte am Kongress teilnehmen.

### FIFA-Rat
Der FIFA-Rat (bis 2016 „FIFA-Exekutivkomitee“) umfasst 37 Mitglieder und setzt sich aus
1. dem Präsidenten,
2. 8 Vizepräsidenten und
3. 28 einfachen Mitgliedern

zusammen.

### Ausschüsse
| Name                              | Amtszeit  |
| --------------------------------- | --------- |
| Louis Muhlinghaus (†)             | 1904–1906 |
| Carl Anton Wilhelm Hirschmann (†) | 1906–1931 |
| Ivo Schricker (†)                 | 1932–1951 |
| Kurt Gassmann (†)                 | 1951–1961 |
| Helmut Käser (†)                  | 1961–1981 |
| Sepp Blatter                      | 1981–1998 |
| Michel Zen-Ruffinen               | 1998–2002 |
| Urs Linsi                         | 2002–2007 |
| Jérôme Valcke                     | 2007–2015 |
| Fatma Samoura                     | 2016–2023 |
| Mattias Grafström                 | seit 2023 |

Es gibt 25 ständige Ausschüsse (Kommissionen) und mit den Disziplinar- und Berufungsausschüssen zwei operative Organe. Die Ausschüsse spielen eine wichtige Rolle, indem sie Entscheidungen bezüglich der Organisation von Turnieren und der Entwicklung des Fußballs im Allgemeinen treffen. Die von den Ausschüssen getroffenen Entscheidungen werden vom Exekutiv-Ausschuss ratifiziert.
Ausschüsse und juristische Institutionen (Stand: 3. Juni 2015):
1. Audit- und Compliance-Kommission
2. Beach-Soccer-Kommission
3. Berufungskommission
4. Bureau Fußball-Weltmeisterschaft 2018
5. Disziplinarkommission
6. Dringlichkeitskomitee
7. Ethikkommission
8. Entwicklungskommission
9. Finanzkommission
10. Fußballkommission
11. Futsal-Kommission
12. Kommission der Verbände
13. Kommission für den Status von Spielern
14. Kommission für Fairplay und soziale Verantwortung
15. Kommission für Frauenfußball und die Fußballweltmeisterschaft der Frauen
16. Kommission für Klubfußball
17. Kommission für rechtliche Angelegenheiten
18. Kommission für Sicherheit und Integrität
19. Marketing- und Fernsehkommission
20. Medienkommission
21. Medizinische Kommission
22. Organisationskommission für die FIFA Klub-Weltmeisterschaft
23. Organisationskommission für den FIFA Konföderationen-Pokal
24. Organisationskommission für die FIFA U-17-Frauen-Weltmeisterschaft
25. Organisationskommission für die FIFA U-17-Weltmeisterschaft
26. Organisationskommission für die FIFA U-20-Frauen-Weltmeisterschaft
27. Organisationskommission für die FIFA U-20-Weltmeisterschaft
28. Organisationskommission für die FIFA Fußball-Weltmeisterschaft
29. Organisationskommission für die olympischen Fußballturniere
30. Schiedsrichterkommission
31. Strategiekommission

Weitere Institutionen unterstützen die FIFA bei der Erfüllung ihrer Aufgaben (Stand Juni 2015):
- Kammer zur Beilegung von Streitigkeiten
- Entwicklungsleiter
- Zentrum für medizinische Auswertung und Forschung der FIFA
- Arbeitsgruppe gegen Rassismus und Diskriminierung

### Verwaltung
Das Generalsekretariat, welches in Zürich rund 310 Mitarbeiter beschäftigt, ist für die Verwaltung der FIFA zuständig. An der Spitze steht der Generalsekretär, der dafür verantwortlich ist, dass die Entscheidungen des Exekutiv-Ausschusses umgesetzt werden. Weitere Aufgabenbereiche des Generalsekretariats sind die Belange der Finanzen, die Pflege internationaler Beziehungen, die Organisation des FIFA-Weltpokals und die Organisation weiterer FIFA-Fußball-Wettbewerbe. Das Generalsekretariat setzt sich aus verschiedenen Bereichen zusammen, die sich mit den Themen Business, Entwicklung, Finanzen, Fußball-Verwaltung, Kommunikation, Personal, Services und Wettbewerbe befassen.

### Sprachen
Offizielle Sprachen der FIFA sind Deutsch, Englisch, Französisch und Spanisch. In diesen Sprachen werden sämtliche Satzungen, Vorschriften, Entscheidungen und Ähnliches erstellt. Englisch dient darüber hinaus als offizielle Sprache für Protokolle und Korrespondenz. Für den Kongress gelten zusätzlich die drei Sprachen Arabisch, Portugiesisch und Russisch als offiziell.

## Finanzen und Sponsoren
Die FIFA plant ihr Geschäft in Anlehnung an den Zyklus der Fußball-Weltmeisterschaft der Männer in Vierjahresperioden, die mit dem Kalenderjahr der Austragung der Endrunde enden. Die FIFA selbst verbucht in ihrem Finanzbericht 2016 vertragliche Sicherung von derzeit 76 % des Vierjahresertragsbudgets von geplanten 5,66 Milliarden Dollar als einen Höhepunkt. Dieses Ertragsbudget basiert weitgehend auf der Vermarktung der Weltmeisterschaft der Männer und besteht zu
- 53 % aus dem Verkauf der Fernsehrechte
- 26 % aus dem Verkauf der Marketingrechte
- 10 % aus dem Verkauf der Hospitalityrechte und Kartenverkauf und zu
- 06 % aus dem Verkauf der Lizenzrechte[15]

Von den Einnahmen aus Werbeverträgen und Fernsehausstrahlungslizenzen werden jährlich hohe Teilbeträge an die Mitgliedsverbände weitergereicht. Allein durch die weltweiten Fernsehrechte an den Männer-Weltmeisterschaften 2002 und 2006 nahm man 1,81 Milliarden Euro ein. Die FIFA forderte für die Ausrichtung der WM in Deutschland eine vollständige Steuerbefreiung, die ihr auch gewährt wurde.
Von 2003 bis 2006 erzielte die FIFA bei Erträgen von 3,328 Milliarden Franken einen Gewinn von 816 Millionen Franken. Allein 2006 wies sie einen Gewinn von 303 Millionen Franken aus und bezahlte dafür nur 1,06 Millionen Franken an Steuern, da sie als nicht gewinnorientierte Organisation gilt und wie ein Verein besteuert wird. Von 2011 bis 2014 nahm die FIFA 5,718 Milliarden Dollar ein, wovon 338 Millionen Dollar Gewinn verblieben. Sie verfügte im Jahr 2014 über ein Kapital von 1,523 Milliarden Dollar. Etwa 70 Prozent der Einnahmen fließen in verschiedener Form wieder an den Fußball zurück.
Nach der WM 2014 schieden die Fluggesellschaft Emirates und der Elektronikkonzern Sony aus dem Sponsorenkreis der FIFA aus. Zum Jahresende 2014 schieden Continental, Castrol sowie Johnson & Johnson aus.
Die FIFA bezahlt in Zürich als gemeinnütziger Verein einen reduzierten Gewinnsteuersatz.

## Hymne und Motto
Vor jedem von der FIFA organisierten Spiel bis zur WM 2018 ertönte beim Einlaufen der Schiedsrichter und Mannschaften auf das Spielfeld die von Franz Lambert komponierte FIFA-Hymne. Sie wird seit der Fußball-Weltmeisterschaft 1994 gespielt.
Das Motto des Verbandes lautet seit 2007 „For the Game. For the World“ (dt. „Für das Spiel. Für die Welt“).

## Sitz der Organisation

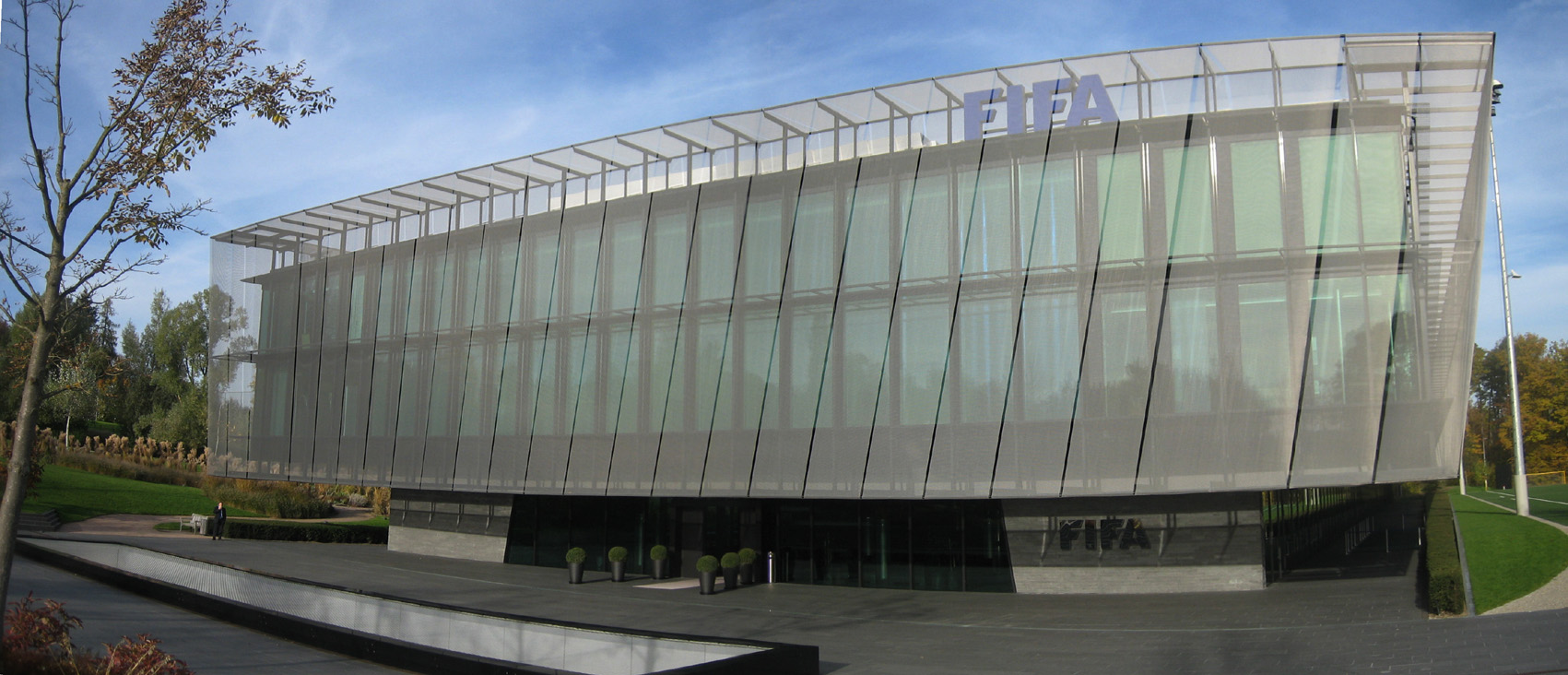
Hauptsitz in Zürich (2009)

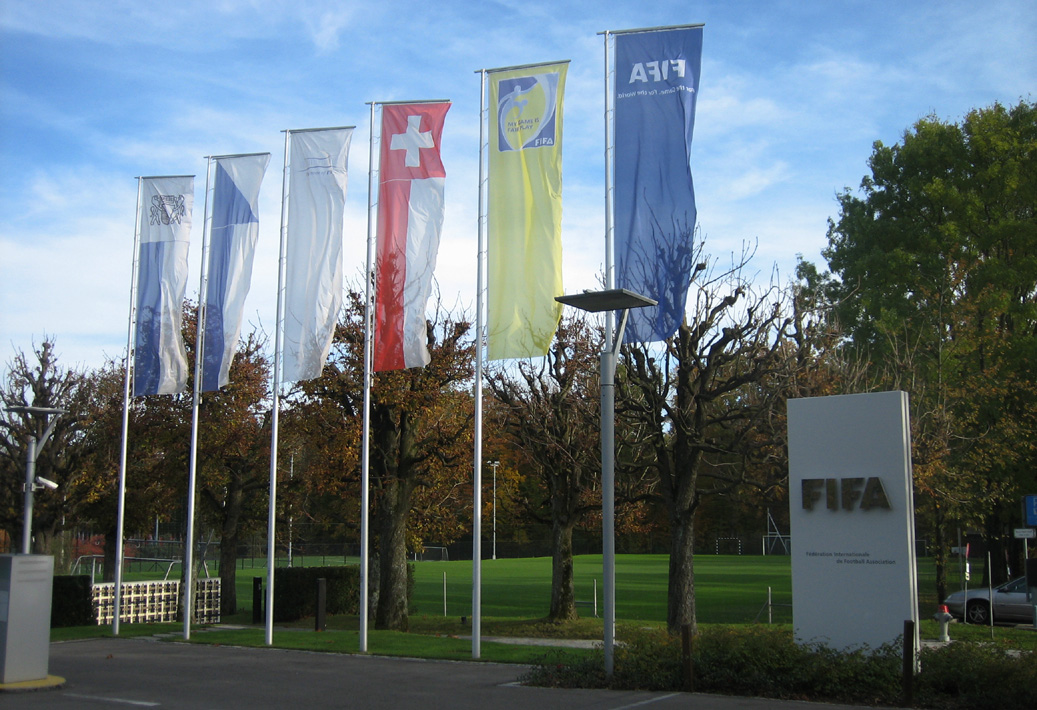
Einfahrt zum Gelände des FIFA-Hauptquartiers

Im Jahr 1932 zog der Internationale Weltfußballverband FIFA von Paris nach Zürich und hat seitdem dort seinen Hauptsitz. Im Mai 2004, zum 100-jährigen Bestehen der FIFA, wurde die Grundsteinlegung zum Um- und Neubau gefeiert. Der Grundstein birgt in seinem Inneren einen stählernen Fußball mit 1,3 Metern Durchmesser, der mit 204 Säckchen Erde aus jedem FIFA-Mitgliedsland gefüllt ist, weshalb die FIFA Wert auf die Feststellung legt, dass ihr Haus „auf dem Boden aller Mitgliedsländer“ steht. Ende Oktober 2005 wurde Richtfest gefeiert. Vor dem eigentlichen Baubeginn wurde das alte Gebäude zuerst abgerissen.
Am 29. Mai 2007 wurde in Zürich-Hottingen der neue Hauptsitz der FIFA eingeweiht – „Home of FIFA“ (Haus oder auch „Heimat“ der FIFA) genannt. Er umfasst 270 Büroarbeitsplätze, einen Hörsaal für 200 Personen, 240 Tiefgarageneinstellplätze, Lager- und Archivräume. Im Außenbereich ist ein komplettes Fußballfeld nach internationalem Standard mit unterirdischen Umkleide- und Besprechungsräumen angelegt. Das Gebäude besteht aus neun Etagen (Erdgeschoss eingeschlossen), wovon sechs Etagen sich aus städtebaulichen Gründen unterhalb der Erdoberfläche befinden und fast 20 m tief reichen. Durch den Einsatz energieeffizienter Gebäudetechnik konnte auf Energie aus fossilen Brennstoffen verzichtet werden, wodurch auch keine CO₂- Emissionen von dem Gebäude ausgehen.
Der Bau kostete 240 Millionen Franken (ca. 180 Millionen Euro). Er wurde von der Architektin Tilla Theus entworfen und von der Schweizer Totalunternehmerin HRS Real Estate AG realisiert.

## Kritik

### Allgemeines
An der FIFA wird kritisiert, dass sie ihre Monopolstellung ausnutze; wie in den meisten anderen Sportarten gibt es im Fußball nur einen Weltverband.
Die Kommerzialisierung des Fußballs durch die FIFA und ihre Sponsoren sorgt für Kritik, da der Verband die von ihm eingeforderten Vermarktungsprivilegien u. a. auch mit hartem gerichtlichem Vorgehen durchzusetzen versucht.
Das rigorose Vorgehen der FIFA wird insbesondere dann deutlich, wenn Grundregeln des Verbandes durch Vereine oder Landesverbände in Frage gestellt werden. So drohte die FIFA bei einer Auseinandersetzung mit dem Grazer AK mit dem Ausschluss Österreichs von der EM 2008 im eigenen Land. Im Juli 2006 wurde der griechische Verband kurzzeitig aus der FIFA ausgeschlossen.
Die Nationalmannschaft von Kamerun erschien zum African Cup of Nations 2004 in einem neu entworfenen, körperbetonenden Einteiler (UniQT), den der ausrichtende afrikanische Verband auch genehmigte. Die FIFA sah dies jedoch als Verstoß gegen die eigenen Regeln an, wonach die Sportkleidung aus einem Trikot und einer Hose bestehen muss.
Gegen das Team von Kamerun wurde eine Strafe von 200.000 Franken verhängt, und für die Qualifikation zur WM 2006 zog man ihm sechs Punkte ab. Der Punktabzug wurde jedoch nach erfolgreicher Klage seitens Ausrüster Puma von der FIFA wieder zurückgenommen.
Wegen dieses Vorgehens haben Zeitungen und Experten folgende Kritiken geäußert:
- „Am Ende gewinnt immer die Fifa“ (Die Zeit)
- „Letzter Diktator Europas“ (Die Zeit)
- „Besatzungsmacht“ (Wirtschaftswoche)
- „Die Geldmaschine am Zürichberg“ (FAZ)
- „totale Kommerzialisierung des Fußballs“ (Winfried Hermann, sportpolitischer Sprecher der Grünen in Deutschland)
- „monopolistischer Verstoß“ (Karl-Heinz Rummenigge, Vorstandsvorsitzender der FC Bayern München AG)

Im Juni 2007 kam es zu einer außergerichtlichen Einigung zwischen der FIFA und ihrem ehemaligen Sponsor Mastercard, wonach die FIFA 90 Millionen US-Dollar an das Kreditkartenunternehmen zahlte. Hintergrund war neben einem Streit um die Verwendung des FIFA-Logos auch die Feststellung durch ein US-Gericht, dass die FIFA entgegen ihren vertraglichen Verpflichtungen Mastercard bei den Neuverhandlungen über die Sponsorenvergabe im Kreditkartenbereich im Jahr zuvor zugunsten von VISA übergangen habe. Damit hatte die FIFA die Hälfte der Einnahmen aus dem Neuvertrag mit VISA für die Auseinandersetzung mit Mastercard verwendet. Der damalige Verhandlungsführer der FIFA, Jérôme Valcke, wurde daraufhin zunächst entlassen, bevor er am 27. Juni 2007 Generalsekretär der FIFA wurde.
Gegen Ende der WM 2010 in Südafrika wurde von Medienseite bemängelt, dass die FIFA weiterhin zu ihrer Rolle während des Apartheidregimes schweige.
Kritik erntete die FIFA außerdem wegen der Vergabe der Weltmeisterschaften 2018 an Russland sowie 2022 an das Wüstenemirat Katar. Der Zürcher Tages-Anzeiger meinte dazu, dass Russland die Wahl der Macht und Katar die Wahl des Geldes gewesen sei.
Weiter wird die FIFA kritisiert, ihre in den letzten Jahren stark angestiegenen Einnahmen für prestigeträchtige Neubauten und überhöhte Betriebskosten (insbesondere in Form von Personalkosten) verwendet zu haben. Der Umsatz der FIFA stieg zwischen 1990 und 2009 von 10 auf 778 Millionen Euro. Von ihrem Reingewinn zahlte die FIFA nach Schweizer und Zürcher Recht 4,25 Prozent Steuern.
Weitere Kritik erntete die FIFA im November 2019 von Human Rights Watch für die Vergabe der FIFA-Klub-Weltmeisterschaft 2021 an China, indem sie ihre eigenen „[…] Menschenrechtsverpflichtungen im Rahmen des Vergabeverfahrens missachtet […]“ habe.
Im Oktober 2024 urteilte der Europäische Gerichtshof, dass einige Transferbestimmungen der FIFA in Bezug auf Arbeitnehmerfreizügigkeit und Wettbewerbsrecht gegen das Unionsrecht verstoßen. Vorausgegangen war eine Klage des Fußballers Lassana Diarra, der seinen damaligen Vertrag bei Lokomotive Moskau vorzeitig gekündigt hatte und dafür seitens der FIFA eine Strafe auferlegt bekam, die auch Vereine betraf, die Diarra verpflichten wollten. Am 14. Oktober gab die FIFA bekannt, eine „globale Diskussion zum Transfersystem mit wichtigen Interessengruppen“ zu eröffnen, mit dem Ziel der Anpassung der Transferregeln.

### Negativpreis „Verschlossene Auster“
Mit dem Negativpreis Verschlossene Auster zeichnete die Journalistenvereinigung Netzwerk Recherche den Weltfußballverband 2012 aus. Die FIFA habe bisher „alle Versuche kritischer Journalisten, über Korruption und Ungereimtheiten bei der Postenvergabe zu recherchieren, abgeblockt“, erklärte der Vorsitzende des Netzwerks Recherche, Oliver Schröm. Die «Laudatio» hielt der Sportmanager Roland Büchel, ehemaliger FIFA-Mitarbeiter und Mitglied des Schweizer Nationalrates. Das System von Löhnen, Aufwandsentschädigungen und Boni bei der FIFA sei „völlig intransparent“, sagte Büchel und wies darauf hin, dass die FIFA im vergangenen Jahr 96,8 Millionen Dollar an Löhnen, Zahlungen an Ehrenamtliche und Boni ausgeschüttet habe. Jedoch seien kritische Medienanfragen zu dem Thema nicht beantwortet worden. Der Europarat sei Ende April in 124 Punkten zu einem „vernichtenden Urteil“ über die Fußballweltorganisation gekommen und habe daran erinnert, dass Autonomie für die Interessen des Sports da sei und „nicht für die Interessen von skrupellosen Individuen“. Die FIFA schickte keinen Vertreter zur Preisverleihung.

### Korruption in der FIFA

#### Enthüllungen und Ermittlungen seit 2006
Im Mai 2006 beschrieb der britische Enthüllungsjournalist Andrew Jennings in seinem Buch Foul! ein angeblich umfangreiches System der Korruption unter der Ägide von João Havelange und Sepp Blatter, das im Zuge des Zusammenbruchs des FIFA-Marketing-Partners ISL ans Licht kam. Kurz nach Veröffentlichung des Buches sendete die BBC am 11. Juni 2006 einen vierstündigen kritischen Beitrag, in dem der angebliche Schmiergeldskandal im Detail beleuchtet wurde. In Summe soll ISL rund 100 Millionen US-Dollar Schmiergeld gezahlt haben, um Entscheidungen der FIFA zu beeinflussen. Der BBC lag eine Liste von 175 geheimen Zahlungen vor. Der zufolge sollen auch drei Mitglieder des FIFA-Exekutivkomitees, das über die Auswahl des Ausrichters von Weltmeisterschaften entscheidet, Zahlungen erhalten haben. So sollen demnach Nicolás Leoz, Präsident der südamerikanischen Fußball-Konföderation CONMEBOL, 1998 und 1999 600.000 US-Dollar, Issa Hayatou, Präsident der Confédération Africaine de Football, 1995 20.000 US-Dollar und Ricardo Teixeira, Präsident des brasilianischen Fußball-Nationalverbands Confederação Brasileira de Futebol, 9,5 Millionen US-Dollar erhalten haben.
Im Juni 2010 verfügte die Staatsanwaltschaft in Zug die Einstellung des auf Zeugenaussagen der ISMM/ISL-Gruppe beruhenden Verfahrens gegen eine bis auf zwei Funktionäre nicht namentlich genannte Führungsgruppe der FIFA gegen einen Betrag von 5,5 Millionen Schweizer Franken. Davon musste die FIFA 2,5 Millionen Schweizer Franken selbst bezahlen. Die FIFA wehrte sich gegen die Veröffentlichung eines 41-seitigen Papiers der Staatsanwaltschaft, welches das Korruptionssystem rund um die FIFA, den ehemaligen FIFA-Präsidenten João Havelange und seinen früheren Schwiegersohn Ricardo Teixeira beschreibt, die laut Dokument Schmiergelder in Millionenhöhe kassiert haben sollen. In dem Dokument ersichtlich sind die internationalen Geldflüsse und der Umgang der FIFA-Spitze mit dem Schmiergeldsystem. In der Einstellungsverfügung wird Bezug auf den damaligen FIFA-Präsident Sepp Blatter genommen (ohne ihn namentlich zu nennen), der zumindest von den Schmiergeldzahlungen gewusst haben müsste. In einem Urteil vom 3. Juli 2012 vom Schweizer Bundesgericht wird festgestellt, dass großes „öffentliches und weltweites Interesse“ an den Inhalten des Dokuments bestehe. Den Medien wird hier eine Kontrollfunktion zugestanden. Im Frühjahr 2014 erstellte der Schweizer Antikorruptionsexperte Mark Pieth seinen Abschlussbericht zur Rolle der FIFA im Schmiergeldskandal rund um die ehemalige Rechteagentur ISL. Vor dessen Veröffentlichung entfernte der damalige FIFA-Chefjurist Marco Villiger mehrere brisante Passagen.

#### Skandal 2015 und Folgen

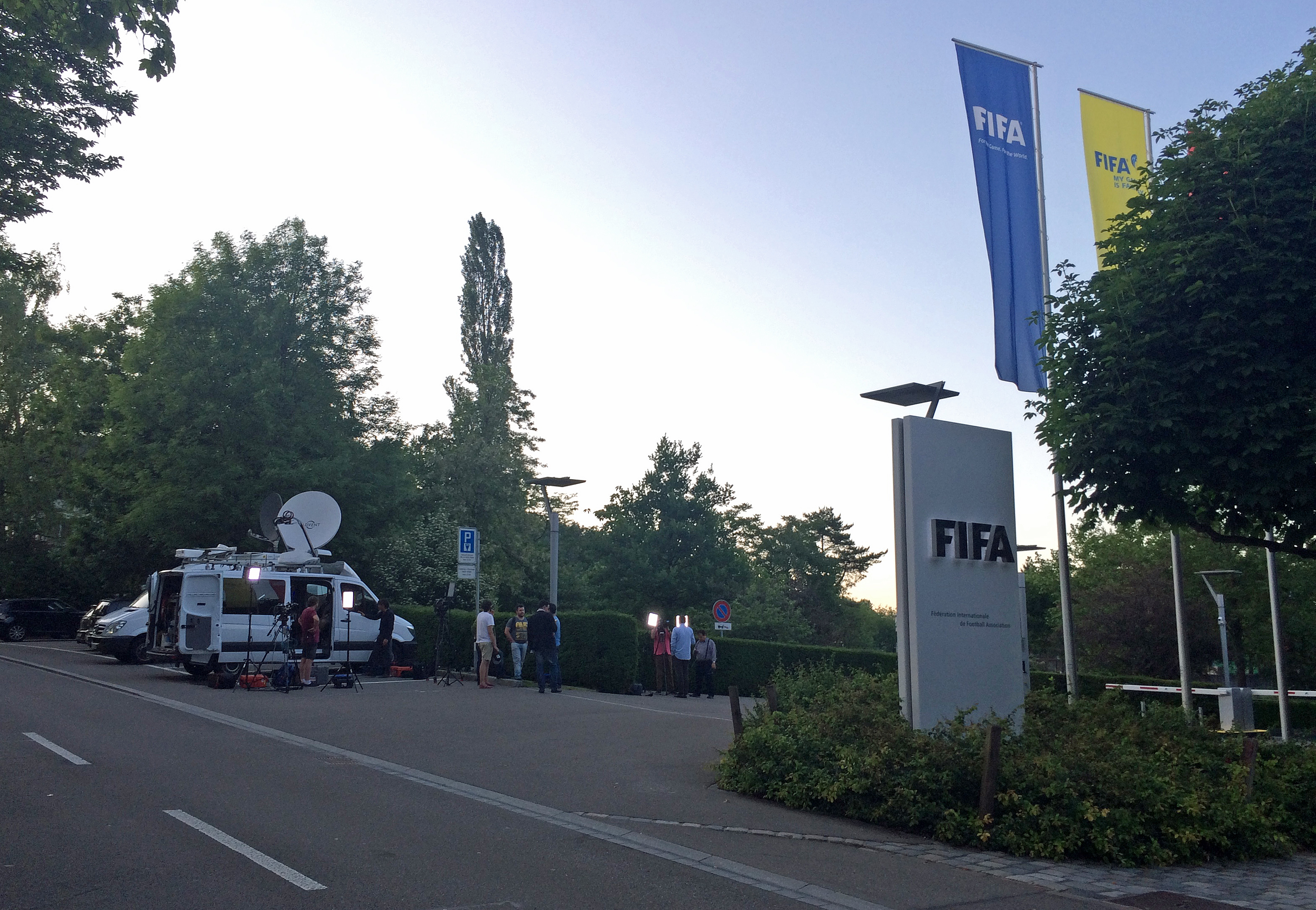
Medien vor dem FIFA-Sitz in Zürich kurz nach Sepp Blatters Rücktrittsankündigung (2015)

Vor dem in Zürich tagenden 66. FIFA-Kongress fanden am 27. Mai 2015 unabhängig voneinander Festnahmen einiger FIFA-Funktionäre und eine Durchsuchung aufgrund einer Strafanzeige im FIFA-Hauptquartier statt.
Am Morgen des 27. Mai 2015 wurden sechs Fußballfunktionäre durch die Kantonspolizei Zürich im Auftrag des Bundesamts für Justiz aufgrund eines US-Verhaftungsersuchens im Hotel Baur au Lac festgenommen. Das Gesuch war gemäß der Sprecherin des Bundesamts auf den 21. Mai 2015 datiert. Ausgestellt wurde es durch das Office for International Affairs des Justizministeriums der Vereinigten Staaten. Den Funktionären wird Korruption vorgeworfen. In Auslieferungshaft gesetzt wurden gemäß dem US-Justizministerium dabei die Funktionäre Jeffrey Webb, Eduardo Li Sánchez, Julio Rocha, Costas Takkas, Eugenio Figueredo, Rafael Esquivel sowie José Maria Marin. Am Abend des 27. Mai 2015 erhielten die Behörden von Trinidad und Tobago einen Haftbefehl für den früheren FIFA-Vizepräsidenten Jack Austin Warner.
Unabhängig davon hatte die FIFA am 18. November 2014 eine Strafanzeige gegen Unbekannt gestellt, worauf ein Strafverfahren eingeleitet worden war. Daraufhin wurde im Auftrag der Bundesanwaltschaft ebenfalls am Morgen des 27. Mai 2015 das FIFA-Hauptquartier durchsucht. Hierbei ging es um die Vergaben der WM an Russland und Katar.
Vier Tage nach seiner Wiederwahl durch den FIFA-Kongress kündigte Sepp Blatter am 2. Juni 2015 auf einer kurzfristig einberufenen Pressekonferenz seinen Rücktritt an.
Am 8. Oktober 2015 gab die Ethikkommission der FIFA bekannt, sowohl FIFA-Präsident Sepp Blatter als auch seinen Vertreter Michel Platini für 90 Tage zu sperren. Dies, nachdem die Schweizer Bundesanwaltschaft gegen Sepp Blatter ein Strafverfahren wegen Verdachts auf ungetreue Geschäftsbesorgung eröffnet hatte. Präsidentschaftskandidat Chung Mong-joon wurde für sechs Jahre gesperrt und erhielt eine Geldstrafe von 100.000 Schweizer Franken. Am 21. Dezember 2015 wurde Sepp Blatter vom FIFA-Ethikkomitee für acht Jahre von allen Ämtern ausgeschlossen; eine Strafe, die in der Berufung auf sechs Jahre reduziert wurde.
Am 26. Februar 2016 wurde UEFA-Generalsekretär Gianni Infantino auf einem außerordentlichen Verbandskongress in Zürich zum Nachfolger Blatters gewählt. Er setzte sich im zweiten Wahlgang gegen den zuvor als Favorit geltenden ACF-Präsidenten Salman bin Ibrahim Al Chalifa durch.
Bei der FIFA-Vollversammlung im Mai 2016 in Mexiko-Stadt wurde auf Infantinos Vorschlag beschlossen, dass der Council bis zum kommenden Jahr alle Mitglieder der Audit- und Compliance-Kommission, der Ethikkommission, der Disziplinarkommission und der neuen Governance-Kommission selbst bestimmen und entlassen kann. Daraufhin trat Domenico Scala als Leiter des Audit & Compliance Committee der FIFA noch am gleichen Tag von seinem Amt zurück und begründete diesen Schritt wie folgt: „Ich bin über diesen Entscheid konsterniert, da damit eine zentrale Säule der Good Governance der Fifa untergraben und eine wesentliche Errungenschaft der Reformen zunichte gemacht wird.“
Am 2. Juni 2016 wurde die Zentrale der FIFA in Zürich erneut von Vertretern der Ermittlungsbehörden durchsucht. Am 3. Juni teilten zwei Vertreter der von der FIFA seit Juni 2015 zur Vertretung ihrer Interessen beauftragten Anwaltskanzlei Quinn Emanuel mit, dass Blatter, Valcke sowie der ehemalige Finanzchef und Interims-Generalsekretär Kattner in den vergangenen fünf Jahren mindestens 79 Millionen Schweizer Franken auf fragwürdiger Grundlage erhalten hätten.
Blatters New Yorker Anwalt Richard Cullen betonte dagegen in einem Statement, dass die Zahlungen an Blatter «sauber, fair und in Einklang mit jenen von Präsidenten grosser Sportligen weltweit waren».
Auffallend war, dass die Anwälte den Fifa-Rechtsdirektor Marco Villiger, der als viertmächtigster Mann der FIFA-Administration galt, ausdrücklich aus der Schusslinie nahmen.
Ab 2015 leitete der Chefjurist der FIFA, Marco Villiger die internen juristischen Untersuchungen bei der FIFA und lieferte die Resultate an die Schweizer Bundesanwaltschaft. Im Herbst 2018 startete die Bundesanwaltschaft eine Strafuntersuchung gegen einen ihrer eigenen Mitarbeiter, den damaligen Leiter Wirtschaftsdelikte in der Bundesanwaltschaft Olivier Thormann, der für die Ermittlungen im FIFA-Themenkomplex zuständig war. Grund dafür war dessen enges und privates Verhältnis zu Marco Villiger als Chefjurist und Rechtsvertreter der FIFA. Die Untersuchung kam zum Schluss, Thormann habe die erforderliche Distanz, Objektivität, Neutralität und Unparteilichkeit vermissen lassen. In der Häufigkeit der Meldungen und deren Diktion habe der Kontakt mit Villiger den beruflichen Rahmen überschritten. Aufgrund dieser Vorfälle erklärte das Schweizer Bundesstrafgericht im Entscheid vom 17. Juni 2019 Olivier Thormann im FIFA-Verfahren als für befangen.

#### FIFA-Intrigen gegen Ermittler 2017
Medien berichteten im Februar 2017 über Bestrebungen von Präsident Infantino, beim FIFA-Kongress im Mai in Bahrain die beiden Chefs der Ethikkommission auszuwechseln und sich von der US-Anwaltskanzlei Quinn Emmanuel zu trennen. Quinn Emmanuel untersucht im Auftrag der amerikanischen Justiz interne Vorgänge bei der FIFA. Strafrechtsexperten warnten, dass die FIFA durch dieses Vorgehen in den USA aufgrund des Racketeer Influenced and Corrupt Organizations Act unter Mafia-Verdacht gestellt und zu hohen Strafzahlungen verurteilt werden könnte. Parallel kündigte der Europarat eine eigene Untersuchung der FIFA an. DFB-Präsident Reinhard Grindel warnte Infantino vor einer Absetzung der FIFA-Ethikkommissare.

## Sonstiges
In Zürich betreibt die Organisation das FIFA Museum.

## Filme
- 2014: United Passions – La Légende du Football
- 2015: Die große FIFA-Story – von Arte produzierte Dokumentation

## Dokumentation
- Beat Bieri: König Fussball, Kaiser Sepp. In: Schweizer Fernsehen. 25. November 2010 (50 Minuten); Das System Blatter – Ende einer schillernden Ära (über die Dokumentation).
- Das Fußball-Imperium, Die Geschäfte der FIFA (Memento vom 3. Dezember 2016 im Internet Archive). zoom-Reportage im ZDF vom 2. Februar 2014 (44 Minuten), Video nicht mehr verfügbar.
- Jean-Louis Perez: Die große FIFA-Story. Frankreich, 2015, ARTE.